# فوگل گریپ
فوگل گریپ (به انگلیسی: Fogel Grip) یک کشتی بود که طول آن ۳۰ متر (۹۸ فوت) بود.